# Буковица (Краљево)
Буковица је насељено место града Краљева у Рашком округу. Према попису из 2022. било је 406 становника.
Назив насеља је настао по истоименој речици која кроз насеље протиче, а она је то име добила по буковој шуми која расте око њеног изворишта. Према подацима из првог турског катастарског пописа који је обављен 1476. године, Буковица је имала 15 домаћинстава са 11 неожењених мушкараца и једним теклићом.

## Демографија
У насељу Буковица живи 504 пунолетна становника, а просечна старост становништва износи 45,4 година (43,0 код мушкараца и 48,0 код жена). У насељу има 194 домаћинства, а просечан број чланова по домаћинству је 3,09.
Ово насеље је великим делом насељено Србима (према попису из 2002. године), а у последња три пописа, примећен је пад у броју становника.

## Историја
Буковица се помиње још 1219. године у Првој жичкој повељи, а утиснута на северној страни зида Манастира Жича. У другом сегменту спомињу се парохије које обухвата Манастир Жича ''А за храну и одевање онима који служе светом храму овом: село Талско, са Ратином и са Заклопитом Луком; Тополница с Војушама, Рибница са свим брежуљцима и са Бреном; Жича са Батином, Рибићи с Црном Реком, Тлсто Брдо са Рашким Делом и са Штитарином, Пешчаница сва с Печаном, Буковица...''.

## Познати мештани/манифестације
Павле Петронијевић (песник) рођен је у Буковици 1826.године. После завршене основне школе у Краљеву и гимназије у Крагујевцу, завршава класу поезије а потом уписује права у Београду. Умире у 22-ој години од колере.
Село сваке године у октобру организује већ 13 година манифестацију Дан грејане ракије, који прикупи прегршт људи из целе Србије - љубитеље нашег традиционалног пића.
|  |

| Демографија | Демографија | Демографија |
| Година      | Становника  | Становника  |
| ----------- | ----------- | ----------- |
| 1948.       | 930         |             |
| 1953.       | 912         |             |
| 1961.       | 861         |             |
| 1971.       | 795         |             |
| 1981.       | 746         |             |
| 1991.       | 679         | 665         |
| 2002.       | 599         | 608         |

| Етнички састав према попису из 2002.‍ | Етнички састав према попису из 2002.‍ | Етнички састав према попису из 2002.‍ | Етнички састав према попису из 2002.‍ | Етнички састав према попису из 2002.‍ |
| ------------------------------------ | ------------------------------------ | ------------------------------------ | ------------------------------------ | ------------------------------------ |
|                                      |                                      |                                      |                                      |                                      |
| Срби                                 | Срби                                 |                                      | 585                                  | 97,66%                               |
| Црногорци                            | Црногорци                            |                                      | 1                                    | 0,16%                                |
| Словенци                             | Словенци                             |                                      | 1                                    | 0,16%                                |
| Македонци                            | Македонци                            |                                      | 1                                    | 0,16%                                |
| непознато                            | непознато                            |                                      | 11                                   | 1,83%                                |

| Година пописа     | 1948. | 1953. | 1961. | 1971. | 1981. | 1991. | 2002. |
| ----------------- | ----- | ----- | ----- | ----- | ----- | ----- | ----- |
| Број домаћинстава | 175   | 183   | 208   | 207   | 210   | 197   | 194   |

| Број чланова      | 1  | 2  | 3  | 4  | 5  | 6  | 7 | 8 | 9 | 10 и више | Просек |
| ----------------- | -- | -- | -- | -- | -- | -- | - | - | - | --------- | ------ |
| Број домаћинстава | 39 | 57 | 28 | 25 | 16 | 25 | 2 | 0 | 2 | 0         | 3,09   |

| Пол    | Укупно | Неожењен/Неудата | Ожењен/Удата | Удовац/Удовица | Разведен/Разведена | Непознато |
| ------ | ------ | ---------------- | ------------ | -------------- | ------------------ | --------- |
| Мушки  | 262    | 74               | 166          | 15             | 6                  | 1         |
| Женски | 258    | 29               | 163          | 61             | 5                  | 0         |
| УКУПНО | 520    | 103              | 329          | 76             | 11                 | 1         |

| Пол    | Укупно                    | Пољопривреда, лов и шумарство | Рибарство                            | Вађење руде и камена | Прерађивачка индустрија       |
| ------ | ------------------------- | ----------------------------- | ------------------------------------ | -------------------- | ----------------------------- |
| Мушки  | 160                       | 95                            | 0                                    | 0                    | 28                            |
| Женски | 75                        | 53                            | 0                                    | 0                    | 7                             |
| УКУПНО | 235                       | 148                           | 0                                    | 0                    | 35                            |
| Пол    | Производња и снабдевање   | Грађевинарство                | Трговина                             | Хотели и ресторани   | Саобраћај, складиштење и везе |
| Мушки  | 1                         | 1                             | 11                                   | 0                    | 9                             |
| Женски | 0                         | 2                             | 6                                    | 0                    | 0                             |
| УКУПНО | 1                         | 3                             | 17                                   | 0                    | 9                             |
| Пол    | Финансијско посредовање   | Некретнине                    | Државна управа и одбрана             | Образовање           | Здравствени и социјални рад   |
| Мушки  | 0                         | 2                             | 5                                    | 1                    | 3                             |
| Женски | 0                         | 0                             | 0                                    | 3                    | 2                             |
| УКУПНО | 0                         | 2                             | 5                                    | 4                    | 5                             |
| Пол    | Остале услужне активности | Приватна домаћинства          | Екстериторијалне организације и тела | Непознато            | Непознато                     |
| Мушки  | 2                         | 0                             | 0                                    | 2                    | 2                             |
| Женски | 2                         | 0                             | 0                                    | 0                    | 0                             |
| УКУПНО | 4                         | 0                             | 0                                    | 2                    | 2                             |